# Birgitta Bremer
Birgitta Bremer (Suecia, 17 de enero de 1950) es una botánica y brióloga sueca, profesora de la Real Academia de las Ciencias de Suecia y directora de su Jardín Botánico, participante en el grupo internacional APG II.

## Biografía
Birgitta Bremmer nace en 1950 en Suecia. Contrae matrimonio con su colega y rector de la Universidad de Estocolmo Kåre Bremer. Tienen dos hijos.
En 1980 obtiene su doctorado en botánica, con la tesis "Taxonomía de musgos del género Schistidium".
En 1981-1982 fue docente, en 1983-1990 instructor de sistemática de la Universidad de Estocolmo.
De 1990 a 2000 es instructora de sistemática botánica, en 2000-2001 es decana del departamento de sistemática y en 2000-2004 es profesora de sistemática molecular vegetal.
Desde 2002 es directora del Fondo Bergius y directora de Jardín Botánico. Desde 2004 es profesora de sistemática de la Universidad de Estocolmo.

## Algunas publicaciones
- b. Oxelman, p. Kornhall, r.c. Olmstead, b. Bremer. 2005. Further disintegration of Scrophulariaceae. Taxon 54: 411-425

- s.g. Razafimandimbison, j. Moog, h. Lantz, u. Maschwitz, b. Bremer. 2005. Re-assessment of monophyly, evolution of myrmecophytism, and rapid radiation in Neonauclea s.s. (Rubiaceae). Molecular Phylogenetics and Evolution 34: 334-354

- b. Bremer, et al. 2003. An update of the Angiosperm Phylogeny Group classification for the orders and families of flowering plants: APG II. Bot. J Linn Soc. 141 (4): 399-436 Archivado el 16 de octubre de 2022 en Wayback Machine.

- Novotsny et al. 2002. Low host specificity of herbivorous insects in a tropical forest. Nature 416: 841-844

- b. Bremer, et al. 2000. Phylogenetic relationships within the Gentianales based on NDHF and RBCL sequences, with particular reference to the Loganiaceae. Amer J.Bot. 87:

- ove Eriksson, birgitta Bremer. 1992. Pollination systems, dispersal modes, life forms, and diversifications rates in angiosperm families. Editor Society for the Study of Evolution, 9 pp.

- birgitta Bremer. 1980. Taxonomy of Schistidium (Grimmiaceae, Bryophyta). 8 pp. ISBN 9171461043

### Libros
- kåre Bremer, birgitta Bremer, mats Thulin. 2003. Introduction to phylogeny and systematics of flowering plants. Volumen 33, N.º 2 de Acta Universitatis Upsaliensis: Symbolae botanicae Upsalienses. 7.ª edición ilustrada de Uppsala Universitet, 102 pp. ISBN 9155458289

- birgitta Bremer. 1992. Phylogeny of the Rubiaceae (Chiococceae) based on Molecular and MOrphological data - Useful Approaches for Classification and Comparative Ecology. Volumen 72 y 79 de Annals of the Missouri Botanical Garden. 767 pp.